# Ter Aar

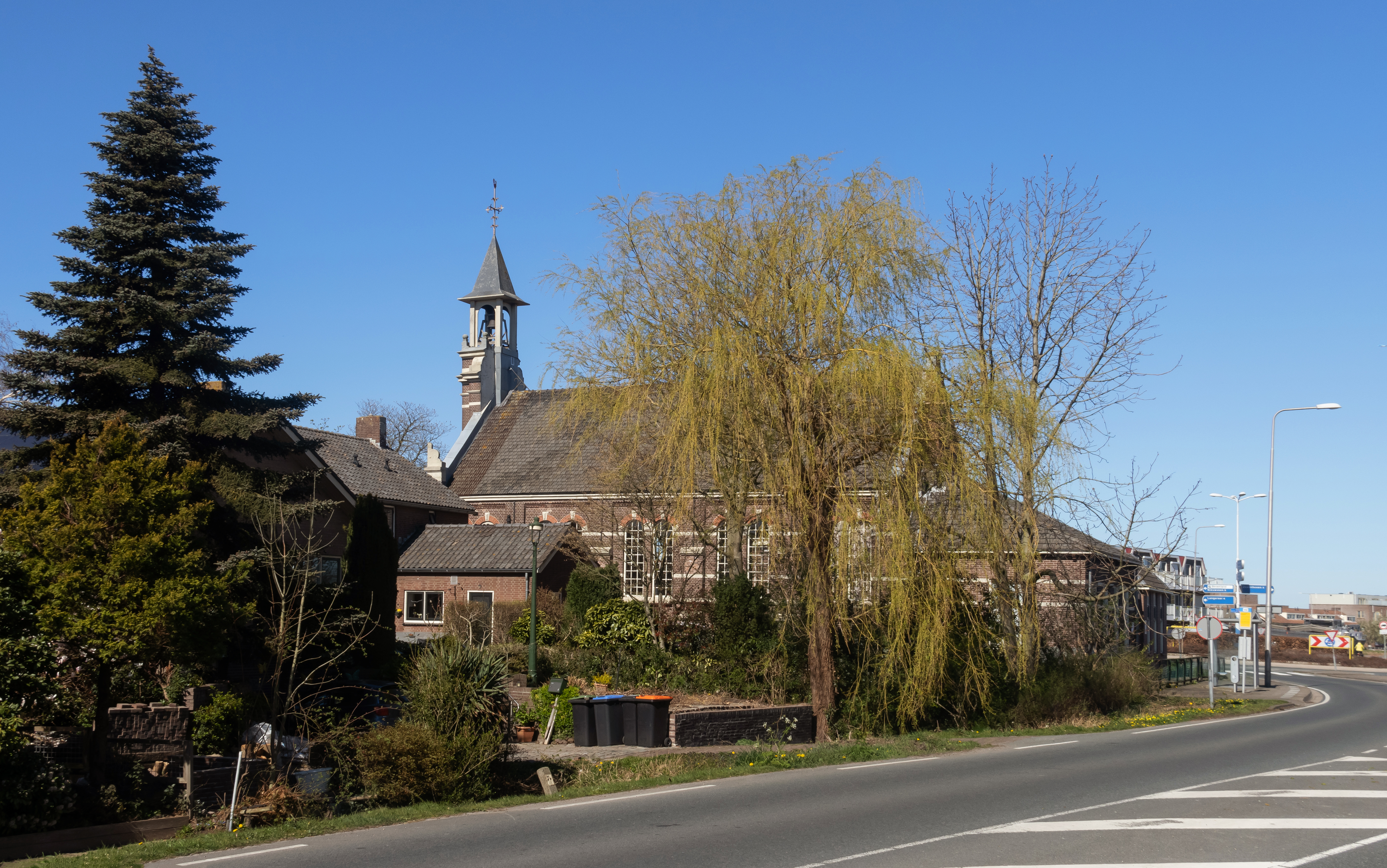
Ter Aar, reformierte Kirche

Ter Aar (anhörenⓘ), im Volksmund auch Aardam genannt, ist ein Ort und eine ehemalige Gemeinde in der niederländischen Provinz Südholland mit 4.960 Einwohnern. Seit dem 1. Januar 2007 bildet sie zusammen mit Liemeer und Nieuwkoop eine neue Gemeinde mit dem Namen Nieuwkoop.

## Lage
Ter Aar liegt in der Nähe von Alphen aan den Rijn und etwa 30 km von Amsterdam entfernt.

## Name
Der Name Ter Aar wird vom Kanal De Aar, dem heutigen Aarkanal, hergeleitet.

## Ortsteile
- Aardam (4686 Einwohner)
- Korteraar (765 Einwohner)
- Langeraar (2435 Einwohner)
- Papenveer (1106 Einwohner)

## Politik

### Sitzverteilung im Gemeinderat
| Partei              | Sitze | Sitze | Sitze | Sitze |
| Partei              | 1990  | 1994  | 1998  | 2002  |
| ------------------- | ----- | ----- | ----- | ----- |
| CDA                 | 6     | 7     | 4     | 5     |
| VVD                 | 2     | 3     | 2     | 3     |
| Gemeentebelangen    | 3     | —     | 4     | 3     |
| Progressief Akkoord | 2     | 3     | 3     | 2     |
| Gesamt              | 13    | 13    | 13    | 13    |

## Persönlichkeiten
- Wil Burgmeijer (* 1947), Eisschnellläuferin